# Ariane Ehrat
Ariane Ehrat (* 17. Februar 1961 in Schaffhausen) ist eine ehemalige Schweizer Skirennfahrerin, heute Tourismus-Managerin.

## Biografie
Bei den Olympischen Spielen 1984 in Sarajevo verpasste sie das Podest nur knapp und wurde Vierte in der Abfahrt. Ein Jahr später gewann sie bei den Weltmeisterschaften 1985 in Santa Caterina, zeitgleich mit Katharina Gutensohn und hinter Michela Figini, die Silbermedaille in der Abfahrt. Im Skiweltcup konnte sie nie ein Rennen gewinnen. Insgesamt erreichte sie in Abfahrt und Super-G drei Podestplätze und neun weitere Platzierungen unter den besten zehn.
Seit ihrem Rücktritt ist sie im Marketing tätig. Ab 1989 war sie Marketingchefin der Tourismusdestination «Alpenarena» (Flims-Laax-Falera). Im Juni 2004 wurde sie Leiterin der Abteilung «Kommunikation und Marketing» von Schweizer Radio DRS. Von Januar 2008 bis Mai 2017 war sie CEO von Engadin St. Moritz Tourismus. Aktuell widmet sie sich Aufgaben und Projekten, die von visionären Unternehmern geprägt sind. Dazu gehören die Engagements bei der Globalance Bank Zürich sowie bei den Lenzerheide-Bergbahnen. Beim Planungs- und Ingenieurunternehmen ewp Zürich ist sie im Verwaltungsrat. Ehrenamtlich ist Ehrat Mitglied des Stiftungsrates von Denk an mich sowie des Advisory Board der Swiss School of Tourism & Hospitality Graubünden.